# Condylostylus ignotus
Condylostylus ignotus är en tvåvingeart som beskrevs av Becker 1922. Condylostylus ignotus ingår i släktet Condylostylus och familjen styltflugor. Inga underarter finns listade i Catalogue of Life.